# Emmanuelle l'antivierge
Emmanuelle 2 Antivirgem (fr: Emmanuelle l'antivierge ) é um filme francês 1975 de  softcore erótico estrelado por Sylvia Kristel . O roteiro foi escrito por Bob Elia e Giacobetti Francisco, baseado no romance Emmanuelle : The Joys of a Woman de Emmanuelle Arsan . A trilha sonora é de Pierre Bachelet e Francis Lai . 

## Sinopse
Deixando a Tailândia, Emmanuelle (Sylvia Kristel) navega para Hong Kong para ir ao encontro de seu marido, Jean (Umberto Orsini), com quem mantêm um casamento aberto. Ao chegar descobre que ele convidara Christopher (Frédéric Lagache) para ficar hospedado na casa deles. Ela tenta seduzir o hóspede mas não obtém sucesso, pois ele prefere a companhia de asiáticas, o que o faz estar sempre no Jardim de Jade, um prostíbulo. Emmanuelle conhece Laura (Florence L. Afuma), com quem Jean teve um caso. Paralelamente ela tem suas aventuras amorosas, mas o futuro lhes reserva a mesma pessoa.

## Elenco
- Sylvia Kristel como : Emmanuelle
- Umberto Orsini como : Jean
- Catherine Rivet como : Anne-Marie
- Laura Gemser como : Massagista

## Ligações Externas
- ( em inglês ) Emmanuelle 2[ligação inativa] at Momentum Pictures
- (em inglês )  Emmanuelle l'antivierge. no IMDb.
- (em inglês ) Emmanuelle l'antivierge no AllMovie (em inglês)